# Arnulfo II de Arsago
Arnulfo II (fallecido el 25 de febrero de 1018 en Milán) fue arzobispo de Milán desde 998 hasta 1018. 

## Biografía
Arnulfo II descendía de la noble familia de Arsago, siendo hijo de Dagiberto de Arsago. Entre sus hermanos, Landulfo de Arsago era obispo de Brescia y Lanfrank de Arsago era el abuelo por parte de madre de Anselmo de Besate.
En 1001, Otón III, emperador del Sacro Imperio Romano Germánico, que en ese momento vivía en Roma, lo envió a Bizancio para tomar a una princesa bizantina como su futura esposa y emperatriz. Sin embargo, Arnulfo II, en su viaje de regreso a Roma, recibió la noticia de la muerte del emperador.
Cuando Arduino de Ivrea, en lugar de Enrique de Sajonia (el futuro Enrique II del Sacro Imperio Romano Germánico), sucesor dinástico de Otón III, fue elegido rey de Italia y coronado en Pavía, el lugar tradicional de coronación de los reyes lombardos e italianos, Arnulfo II estaba del lado de Enrique. Tras la derrota de Arduino de Ivrea, Arnulfo II fue a Pavía para coronar a Enrique de Sajonia, el 15 de mayo de 1004, nuevo rey de Italia.
Arnulfo II murió en Milán el 25 de febrero de 1018.